# Trận Minorca
Trận Minorca diễn ra vào ngày 20 tháng 5 năm 1756 là một cuộc đụng độ giữa Hải quân Anh và Hải quân Pháp. Là một trận đánh thuộc Chiến tranh bảy năm ở châu Âu. Ngay sau khi Anh tuyên chiến với Nhà Bourbon, hai hạm đội của họ đã chạm trán nhau tại hòn đảo Minorca ngoài khơi Địa Trung Hải. Pháp đã chiến thắng.